# Neder-Lausitzs voetbalkampioenschap 1924/25
In 1924/25 werd het zeventiende Neder-Lausitzs voetbalkampioenschap gespeeld, dat georganiseerd werd door de Zuidoost-Duitse voetbalbond. 
Drie teams van de drie reeksen namen het op tegen elkaar in een finaleronde. Waarom kampioen Brandenburg Cottbus niet deelnam is niet bekend. Van de Gau Senftenberg zijn de uitslagen niet meer bekend. 
FC Viktoria Forst werd kampioen en plaatste zich voor de Zuidoost-Duitse eindronde. De club werd kampioen en plaatste zich zo ook voor de eindronde om de Duitse landstitel. De club verloor in de eerste ronde van Schwarz-Weiß Essen.

## Bezirksliga
Na dit seizoen werden de drie reeksen samen gevoegd tot één reeks. 

### Gau Forst
FV 1908 Forst was de voetbalafdeling van TV 1861 Forst die nu zelfstandig geworden was. 
| Plaats | Club                      | Wed. | W  | G | V | Saldo | Ptn.  |
| ------ | ------------------------- | ---- | -- | - | - | ----- | ----- |
| 1.     | FC Viktoria Forst         | 14   | 13 | 1 | 0 | 60:7  | 27:1  |
| 2.     | FC Askania Forst          | 14   | 10 | 2 | 2 | 30:10 | 22:6  |
| 3.     | FC Deutschland 1901 Forst | 14   | 8  | 1 | 5 | 29:25 | 17:11 |
| 4.     | VfB 1901 Forst            | 14   | 7  | 1 | 6 | 30:26 | 15:13 |
| 5.     | SpVgg 1912/15 Guben       | 14   | 4  | 1 | 9 | 22:47 | 9:19  |
| 6.     | SV Amicitia 1900 Forst    | 14   | 3  | 2 | 9 | 21:38 | 8:20  |
| 7.     | FV 1908 Forst             | 13   | 2  | 2 | 9 | 18:39 | 6:20  |
| 8.     | SV Fortuna Forst          | 13   | 2  | 2 | 9 | 10:28 | 6:20  |

|  | Geplaatst voor finaleronde |
|  | Degradatie                 |

### Gau Cottbus
| Plaats | Club                        | Wed. | W  | G | V  | Saldo | Ptn.  |
| ------ | --------------------------- | ---- | -- | - | -- | ----- | ----- |
| 1.     | FV Brandenburg 1899 Cottbus | 12   | 11 | 0 | 1  | 41:12 | 22:2  |
| 2.     | Cottbuser FV 1898           | 12   | 9  | 0 | 3  | 42:10 | 18:6  |
| 3.     | SC Union 05 Cottbus         | 12   | 8  | 0 | 4  | 20:19 | 16:8  |
| 4.     | SC Wacker 09 Ströbitz       | 12   | 5  | 0 | 7  | 15:20 | 10:14 |
| 5.     | Cottbuser SC 1896           | 11   | 3  | 0 | 8  | 19:25 | 6:16  |
| 6.     | TV 1861 Cottbus             | 11   | 3  | 0 | 8  | 10:37 | 6:16  |
| 7.     | SC Viktoria 1897 Cottbus    | 12   | 2  | 0 | 10 | 15:39 | 4:20  |

|  | Geplaatst voor finaleronde |
|  | Degradatie                 |

### Gau Senftenberg
| Plaats | Club                          | Wed. | W | G | V | Saldo | Ptn. |
| ------ | ----------------------------- | ---- | - | - | - | ----- | ---- |
| 1.     | SC Hertha 1915 Hörlitz        |      |   |   |   |       |      |
| 2.     | SC Corona 1910 Neupetershain  |      |   |   |   |       |      |
| 3.     | VfB Senftenberg 1910          |      |   |   |   |       |      |
| 4.     | FC Alemannia 1919 Großräschen |      |   |   |   |       |      |
| 5.     | SVgg Eintracht Neuwelzow      |      |   |   |   |       |      |
| 6.     | FC Viktoria 1911 Kostebrau    |      |   |   |   |       |      |
| 7.     | VfB Klettwitz                 |      |   |   |   |       |      |
| 8.     | SV Hoyerswerda 1919           |      |   |   |   |       |      |

|  | Geplaatst voor finaleronde |
|  | Degradatie                 |

## Finaleronde
| Plaats | Club                        | Wed. | W | G | V | Saldo | Ptn |
| ------ | --------------------------- | ---- | - | - | - | ----- | --- |
| 1.     | FC Viktoria Forst           | 2    | 2 | 0 | 0 | 8:2   | 4:0 |
| 2.     | FV Brandenburg 1899 Cottbus | 2    | 1 | 0 | 1 | 9:2   | 2:2 |
| 3.     | SC Hertha 1915 Hörlitz      | 2    | 0 | 0 | 2 | 2:15  | 0:4 |

|  | Kampioen |